# 平均场论
平均场论（英語：Mean field theory，MFT）是一种研究复杂多体问题的方法，将数量巨大的互相作用的多体问题转化成每一个粒子处在一种弱周期场中的单体问题，这种方法常见于统计物理、固体物理和生物物理的研究中。在物理学和概率论中，平均场论(简称MFT，也叫作自洽场理论)是对大且复杂的随机模型的一种简化。未简化前的模型通常包含巨大数目的含相互作用的小个体。平均场理论则做了这样的近似：对某个独立的小个体，所有其他个体对它产生的作用可以用一个平均的量给出，如此，简化后的模型成为一个单体问题。这种思想源于皮埃尔·居里与皮埃尔·外斯对相变的研究工作中。受此启发，这种方法广泛应用于如传染病模型、排队论、计算机网络性能和博弈论（ 随机最优反应平衡）中。

## 介绍
包含相互作用的多体系，除一些非常简单的例子外（如随机场理论，一维伊辛1模型），往往难于精确求解。若构造一个比较精确的平均场，则n体问题转化为单体问题。这种平均场近似代表的是，对一个任意粒子而言，所有其他粒子对它的作用。精确求解大体系的困难往往在于体系哈密顿中的粒子的相互作用项包含着大量的排列组合，比如在计算配分函数时，需将所有的态都加和起来。平均场理论的目标就是解决这种排列组合带来的难题。MFT有很多不同叫法，初学者可能会因此而迷惑，诸如布拉格威廉姆斯近似、贝特晶格、朗道理论、皮埃尔·外斯近似、弗洛里－哈金斯溶液理论、Scheutjens–Fleer理论，这些都是平均场理论。
平均场的主要思想是将其他分子加诸某单体的作用代以一个有效场，或者叫有效作用，有时也将这种手段称为分子场近似。这种办法将多体问题转化为近似等效的单体问题。平均场问题很容易求解，可以帮助我们更好地理解系统的行为，而且所耗费计算量也相对较低。
在场论中，哈密顿量可以在场的平均值附近按展开，展开的项就是涨落。在这种意义下，常称平均场为哈密顿的零阶项。这意味着平均场系统没有涨落，这其实是将大量粒子的相互作用平均的后果。平均场作为零阶项，是研究一阶涨落和二阶涨落的起点。
一般，维度是决定平均场理论是否有效的重要因素。平均场论将多体相互作用代以一个有效相互作用，因此，如果系统中的粒子相互作用很多，这就是高维度的情形，此时哈密顿量包含长程力，或者系统中个体本身就比较延展，那么平均场理论往往会比较准确。金兹堡判据形式上给出了，由于涨落的存在，平均场理论的失效程度，这常取决于研究体系的空间维度。
MFT虽然最初产生于统计力学中，但近年已被广泛应用于其他领域，如推理、图模型理论、神经科学、人工智能等。

## 形式化处理
MFT的形式基础是Bogoliubov inequality，这不等式断言，若系统的哈密顿量是
{\displaystyle {\mathcal {H}}={\mathcal {H}}_{0}+\Delta {\mathcal {H}}}
则其自由能的上界为：
{\displaystyle F\leq F_{0}\ {\stackrel {\mathrm {def} }{=}}\ \langle {\mathcal {H}}\rangle _{0}-TS_{0}}
其中 {\displaystyle S_{0}} 是 熵，式中的平均符号代表对哈密顿为 {\displaystyle {\mathcal {H}}_{0}}的参考系统对应的平衡态系综取平均。如参考体系的哈密顿是无相互作用的，换言之，是如下形式：
{\displaystyle {\mathcal {H}}_{0}=\sum _{i=1}^{N}h_{i}\left(\xi _{i}\right)}
其中 {\displaystyle \left(\xi _{i}\right)} 代表系统中某个体的自由度。

## 相关
- 量子场论
- 大N展开是一种MFT
- Erdos-Renyi随机图是渗流理论的MFT